# Връзка и отношение между пациент и лекар
Връзката и отношенията между пациент и лекар е централна за практикуването на медицина и е същностна за осигуряването на висококачествено здравеопазване в диагностицирането и лечението на заболяванията. Пациентът трябва да има от една страна доверие в компетентността на лекаря и да има чувството, че може да му/й се довери. За повечето лекари, установяването на доброто разбиране с пациента е важно, а в същото време качеството на връзката и отношенията между пациент и лекар остава важно и за двете страни.
Връзката и отношенията между пациент и лекар могат да бъдат анализирани от етични съображения, по отношение на това колко добре се постигат целите на ненанасяне на вреди, осъществяването на добро дело, автономност на пациента, както и справедливост. Много други ценностни и етични въпроси могат да бъдат добавени към предходните.
Също така трява да се има предвид, че в различни общества, периоди и култури различни ценности (обществени ценности) могат да поставят различни приоритети, например за последните 30 години в медицинската грижа на Запад силно се набляга на автономността на пациента да взима решения.